# Jarlens sekel
Jarlens sekel är en bok av Dick Harrison som handlar om Sverige under 1200-talet. Den skildrar hur det var att leva på 1200-talet och huvudtemat är vilka processer som drev fram det svenska riksbildandet under framför allt Birger jarls ledning. Innan dess hade ett maffiasamhälle under i huvudsakligen två ätter; eriksätten och sverkersätten dominerat det blivande Sverige. Samhällsgrupperna på 1200-talet kallas i boken "de som härskade", "de som bad", "de som krigade" och "de som arbetade". Ett eget kapitel handlar om Birger jarls släkt och hans söner; Valdemar Birgersson och Magnus Ladulås.